# 坛子口站
坛子口站位于中华人民共和国江西省南昌市西湖区井冈山大道与东坛街交叉口西侧地下，是南昌地铁4号线的地铁车站。本站于2021年12月26日和4号线一同启用。

## 车站结构
车站位于井冈山大道，为地下二层岛式车站:54。

### 楼层
| 1层  | 地面               | 出入口                       |  |  |
| -1层 | 站厅               | 自动售票机、客服中心         |  |  |
| -2层 |                    | █ 4号线 往白马山（绳金塔）   |  |  |
|      | 岛式站台，左侧开门 |                              |  |  |
|      |                    | █ 4号线 往鱼尾洲（丁公路南） |  |  |

### 设计
本站是4号线的特色站之一，车站以「交通文化」为主题，透过提取交通运输“点线”交织的形态，输出多层次的交通运输网，以此为设计元素对空间进行布局展现，打造成了一个四向发展、互联互通的网络化空间，象征着城市交通的快速发展。

### 出入口
| 编号                   | 指示       | 图片 | 建议前往的目的地 |
| ---------------------- | ---------- | ---- | ---------------- |
| 出口 · 1L · 升降机标志 | 井冈山大道 |      | 坛子口立交桥     |
| 出口 · 2L              | 井冈山大道 |      | 华龙福邸         |
| 出口 · 3L              | 东坛街北侧 |      |                  |
| 出口 · 4L              | 东坛街南侧 |      |                  |
| 註： 設有              |            |      |                  |

## 历史
- 2016年6月8日，江西省环境保护厅发布了《南昌市轨道交通4号线一期工程拟受理情况的公示》[4]，并公布了《南昌市轨道交通4号线一期工程环境影响报告书（全文公示稿）》，由此得知本站工程名为井冈山大道站[2]。
- 2017年2月8日，南昌轨道交通集团有限公司公布了《2、3号线站点更名及4号线命名方案获批》，由此得知本站正式站名为坛子口站[5]。